# Przejście graniczne Krzanowice-Chuchelná (kolejowe)
Przejście graniczne Krzanowice-Chuchelná – polsko-czechosłowackie kolejowe przejście graniczne położone pomiędzy Krzanowicami (niemieckie Kranowitz, od 1936 Kranstädt), a Chuchelną (niem. Kuchelna), zlikwidowane po 1948.

## Opis
Przejście graniczne Krzanowice-Chuchelná istniało od 1920 jako przejście graniczne Niemiec i Czechosłowacji, kiedy w granicach Czechosłowacji znalazł się kraik hulczyński, co spowodowało powstanie granicy pomiędzy Krzanowicami, a Chuchelną. Po zajęciu w listopadzie 1938 na mocy układu monachijskiego części Czechosłowacji przez III Rzeszę, przejście znalazło się na terytorium Niemiec i de facto przestało istnieć. Po II wojnie światowej znalazło się na granicy polsko-czechosłowackiej i od października 1945 w ramach tworzących się Wojsk Ochrony Pogranicza, utworzono Kolejowy Przejściowy Punkt Kontrolny Krzanowice (PPK Krzanowice) – kolejowy III kategorii. Po 1948 roku PPK Krzanowice został zlikwidowany i tym samym rozebrano odcinek linii kolejowej na którym się znajdował.

## Galeria

Przejście graniczne Krzanowice-Chuchelná (kolejowe)
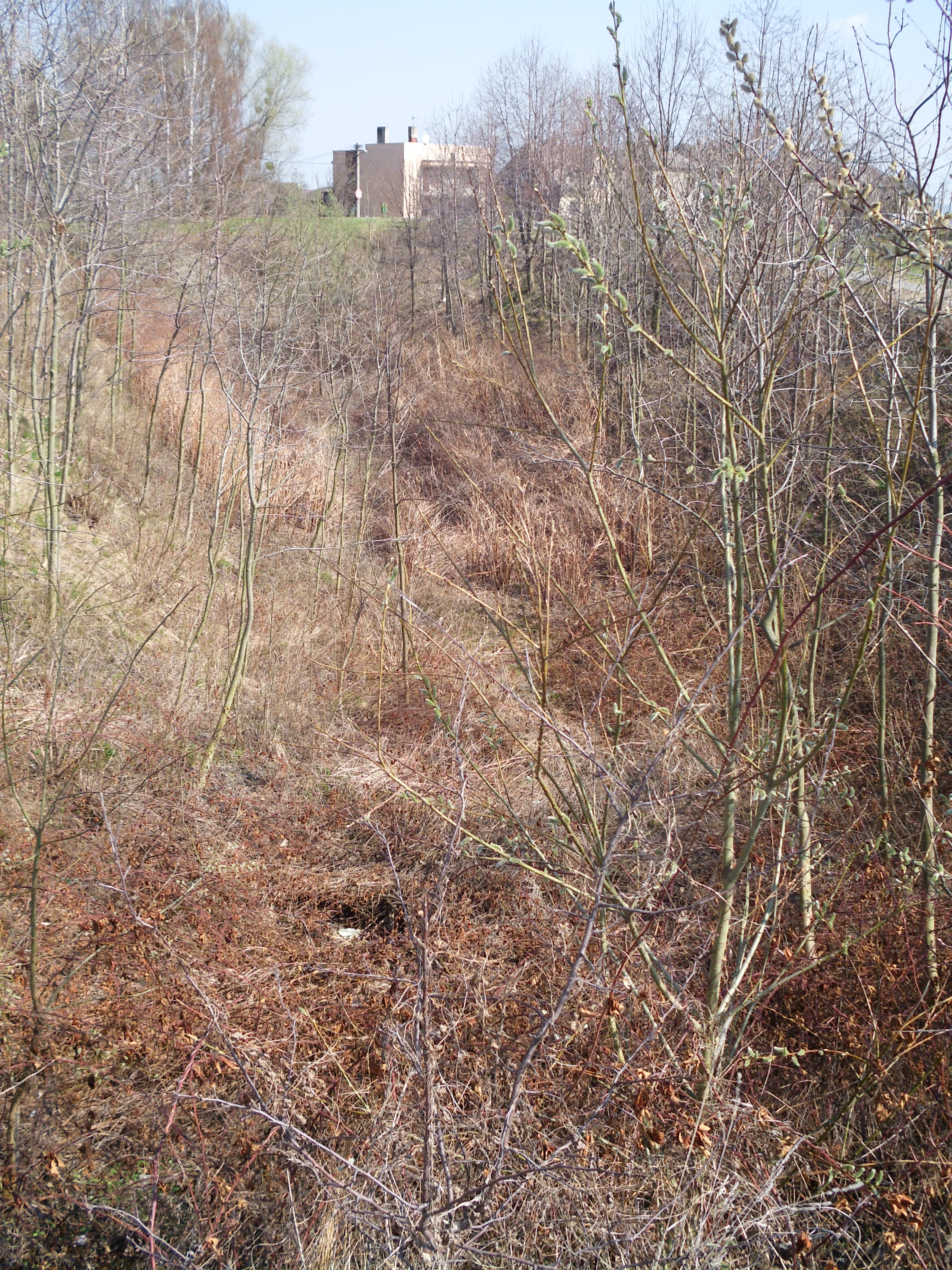
Chuchelná – fragment rozebranej linii kolejowej do Raciborza (kwiecień 2012)
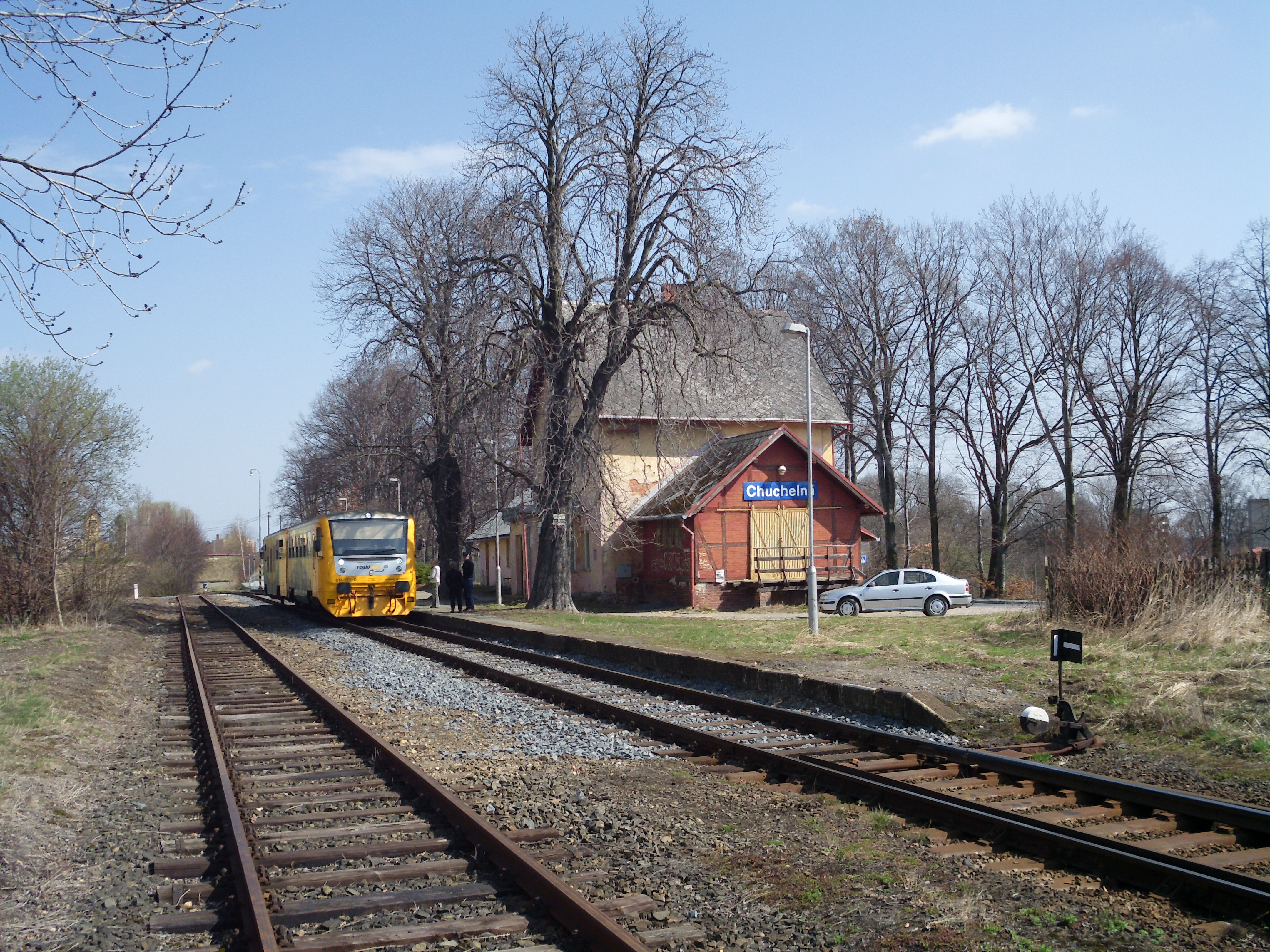
Stacja kolejowa Chuchelná (kwiecień 2012)